# Elaine Benes
Elaine Marie Benes è un personaggio di fantasia della sitcom  Seinfeld, interpretato da Julia Louis-Dreyfus e doppiato, nella versione italiana, da Eleonora De Angelis. Il miglior amico di Elaine nella sitcom è il suo ex fidanzato Jerry Seinfeld, ed è anche una buona amica di George Costanza e Cosmo Kramer. Louis-Dreyfus ha ricevuto il plauso della critica per la sua interpretazione di Elaine, vincendo un Emmy, un Golden Globe e cinque SAG Award. Ha ripreso il ruolo durante la stagione 41 di Saturday Night Live nel 2016.

## Il debutto di Elaine
A differenza dei suoi tre amici intimi, Elaine è assente dall'episodio pilota. In precedenza il ruolo femminile doveva essere Claire, la cameriera al Pete's Luncheonette interpretata da Lee Garlington, ma il Monk's Cafe ha sostituito il luncheonette e la Garlington è stata esclusa dal ruolo. Elaine appare per la prima volta ne L'investigazione, ma in base all'ordine di produzione la prima apparizione è in una scena finale mentre mangia M&M's in L'amico insopportabile. I dirigenti di NBC hanno ritenuto che lo spettacolo fosse troppo incentrato sugli uomini e hanno chiesto che Jerry Seinfeld e Larry David aggiungessero una donna al cast come condizione per commissionare lo show, come rivelato nel commento della Stagione 1 e 2 sul DVD. Oltre al primo episodio, Elaine non appare nel doppio episodio Il viaggio (l'attrice era nelle ultime fasi della gravidanza al momento delle riprese) e quindi appare in meno episodi di George e Jerry.

## Ispirazione alla vita reale
Dopo che è stato scoperto che Jerry Seinfeld un tempo usciva con la scrittrice e comica Carol Leifer, è cresciuta la speculazione sul fatto che Elaine fosse basata su Leifer, anche se in seguito è stata ampiamente smentita. Leifer, che ha scritto o co-scritto una serie di episodi per lo show, ha detto che solo alcuni elementi del retroscena del personaggio - che lei e Seinfeld si erano frequentati e sono rimasti buoni amici da quando la relazione è finita - si riferiscono a lei. Ha aggiunto che alcuni elementi del personaggio di Elaine, in particolare lei assertività, intelligenza e senso dell'umorismo sono tratti dalla personalità fuori dalle riprese della stessa Julia Louis-Dreyfus. Secondo la biografia di Seinfeld (scritta da Jerry Oppenheimer), Elaine era basata in parte su Susan McNabb (che usciva con Seinfeld quando il personaggio è stato creato), anche se alla fine prende il nome dall'amica e collega comica Elayne Boosler. Il personaggio era anche parzialmente basato su Monica Yates (figlia del romanziere Richard Yates), con cui Larry David usciva una volta; sono rimasti buoni amici dopo che si sono lasciati.

## Background ed educazione
A differenza di George, Jerry e Kramer, Elaine non è nativa di New York, essendo cresciuta nel ricco sobborgo di Baltimora di Towson, e ha dimostrato di essere una fan dei Baltimore Orioles. Ha frequentato una scuola per buone maniere ed ha completato la sua formazione universitaria presso la Università Tufts. Ne Il cane dice a George di essersi trasferita a New York nel 1986, che, per coincidenza, è l'anno in cui Jerry si è trasferito nel suo appartamento dall'altra parte del corridoio rispetto a Kramer. Ha iniziato a frequentare Jerry nello stesso anno. In La caricatura viene affermato da George che Elaine frequenta un corso di disegno alla The New School con la sua ragazza Paula.
Le convinzioni religiose di Elaine non sono mai confermate e sembra non avere alcun interesse per la religione. Esprime shock quando Puddy si rivela un devoto cristiano. Considera dire Dio ti benedica come una "sciocca superstizione" come riferito ne Il buon samaritano. D'altra parte, la si vede fare il segno di croce prima di entrare nell'appartamento di Jerry per recuperare un manoscritto mentre l'appartamento viene sottoposto a fumigazione in La caricatura, e lo fa nuovamente ne Il tradimento dopo aver voltato le spalle a un altare indù. Ciò potrebbe suggerire che Elaine sia stata cresciuta cattolica (o episcopale). Degna di nota è stata anche la celebrazione del Natale di Elaine quando vediamo le sue abilità nelle decorazioni natalizie dell'appartamento (incluso un grande albero di Natale molto anni '90) in La gara. In più episodi, tra cui Il nascondiglio e La agenda elettronica, è possibile vederla indossare un crocifisso. In L'equivoco, Elaine è inorridita quando si rende conto di aver inviato un biglietto di Natale con il suo capezzolo a "Sorella Mary Catherine" e "Padre Chelios".
In Nozze rimandate e in Un mentore poco affidabile, Elaine afferma di non essere ebrea.